# ヨーン・フェーンストレム
ヨン・フェーンストレム（John Fernström、1897年12月6日 - 1961年10月19日）はスウェーデンの作曲家。
宣教師の子として清の宜昌で生まれ、10歳まで過ごす。1907年に帰国した後はマルメヒュース県に居住し、マルメ音楽院でヴァイオリンを学んだ。1916年から1932年までヘルシンボリの交響楽団で、最初はヴァイオリニストとして、後には指揮者として活動した。やがてルンドの音楽学校の校長を務め、1951年には北欧青少年管弦楽団を設立した。この楽団は今日でもスカンジナビアの若い音楽家がプロになるためのステップである。1953年にはスウェーデン王立音楽アカデミーのメンバーとなった。
作品には2つのオペラ、12の交響曲、8つの弦楽四重奏曲、2つのヴァイオリン協奏曲、クラリネット協奏曲、ファゴット協奏曲、室内楽曲、歌曲、合唱曲がある。
スウェーデン放送交響楽団バストロンボーン奏者であるヨン・リンゲフェーは孫に当たる。

## 文献
- Vem är det : Svensk biografisk handbok 1953, red. Stina Svensson, P A Norstedt & Söners Förlag, Stockholm 1953 s. 307
- Boel Lindberg: "Mellan provins och parnass. John Fernström i svenskt musikliv". Lund: Arkiv förlag, 1997 (Arkiv avhandlingslingsserie 47)  (ISBN 91-7924-103-4)
- Boel Lindberg: "John Fernström, tonsättare i folkhemmets tid. En biografi". Lund: Arkiv förlag, 1997 (ISBN 91-7924-106-9)